# Flötuträsk
Flötuträsk is een gehucht in Zweden. Het ligt in de gemeente Piteå. Het dorp wordt geheel door bos en moeras omsloten en is alleen over een landweg te bereiken. Het dorp is omstreeks 1858 gesticht als Flotträsk en Flotturäsk, zo bewijzen poststukken en gegevens van de school. De eerste bewoners vestigden zich rond die tijd, toen het hier ook alleen maar bos en moeras was. Men werd toen beschouwd als kolonisten, maar dat woord had toen al een negatieve lading. Het waren kolonisten in de betekenis van het exploiteren van onbekend gebied. Flötuträsk heeft ooit een postkantoor en school gehad.
Er ligt ten zuiden van het dorp een meer met dezelfde naam Flötuträsk. Het meer op zich is nauwelijks 0,5 hectare groot, maar met de omringende moerassen erbij gerekend is het groter dan 8 km².

## Websites
- Flötuträsk

Bestuurscentrum: Piteå
Tätort: Bergsviken · Blåsmark · Böle · Hemmingsmark · Hortlax · Jävre · Lillpite · Norrfjärden · Roknäs · Rosvik · Sikfors · Sjulsmark · Svensbyn. 
Småort: Arnemark · Bertnäs · Bertnäs · Edet  · Grundvik · Holmträsk · Koler · Kopparnäs · Långträsk · Maran en Skatan · Näsudden en Berget · Nybyn · Ön · Pålberget · Pite havsbad · Storsund · Svedjan en Träsket · Liden · (Yttrefjärd östra strandbad)
Overig: Borgfors · Flötuträsk · Granträskmark · Gråträsk · Högsböle · Högsböleskiftet · (Infjärden) · Jävrebodarna · Klubbfors · Kvarnbäcken · Långnäs · Munksund · Pitsund · Sjulnäs